# Championnats du monde de skyrunning 2018
Navigation
2016 2020
Les championnats du monde de skyrunning 2018 constituent la quatrième édition des championnats du monde de skyrunning, compétition internationale gérée par la Fédération internationale de skyrunning. Ils ont lieu du 13 septembre au 15 septembre 2018 dans le cadre du Skyline Scotland qui regroupe plusieurs épreuves autour de Kinlochleven.

## Résultats

### SkyMarathon
Également au calendrier de la Golden Trail Series, la Ring of Steall SkyRace offre un plateau très relevé. Fort de sa victoire sur le kilomètre vertical, le Suisse Rémi Bonnet prend le premier les commandes de la course, suivi de près par l'Espagnol Kílian Jornet et l'Italien Nadir Maguet. Un gros groupe de poursuivants se forme derrière le trio de tête. Arrivés sur la première crête, Kílian Jornet et Nadir Maguet se détachent en tête tandis que Rémi Bonnet perd du terrain. Le Norvégien Stian Angermund-Vik remonte peu à peu le peloton. Parvenant à distancer Nadir Maguet en fin de course, Kílian Jornet s'impose et remporte son troisième titre mondial sur l'épreuve du SkyMarathon. L'Italien se pare d'argent tandis que Stian Angermund-Vik conclut son excellente remontée sur la troisième marche podium et remporte sa deuxième médaille de bronze,.
La course féminine voit un départ très serré avec un peloton de nombreuses favorites regroupées jusqu'au cinquième kilomètre. La Suédoise Tove Alexandersson, multiple championne du monde de course d'orientation qui ne s'est mise que récemment au skyrunning, lance son attaque dans la première montée pour s'emparer de la tête de course. L'Espagnole Sheila Avilés et l'Anglaise Victoria Wilkinson se détachent du peloton pour tenter de suivre la Suédoise. Cette dernière poursuit sur un rythme soutenu et creuse l'écart en tête. Victoria Wilkinson fait parler son expérience du terrain pour s'assurer de la deuxième position alors que l'Espagnole chute et perd du temps. Une autre Anglaise, Holly Page, effectue une excellente remontée et parvient à décrocher la médaille de bronze. Tove Alexandersson s'impose en 3 h 46 min 28 s, battant le record féminin du parcours de dix-neuf minutes. Elle remporte ainsi son premier titre mondial dans la discipline du skyrunning,.
| Rang               | Athlète                  | Temps           |
| ------------------ | ------------------------ | --------------- |
| Médaille d'or      | Kilian Jornet            | 3 h 04 min 34 s |
| Médaille d'argent  | Nadir Maguet             | 3 h 06 min 05 s |
| Médaille de bronze | Stian Angermund          | 3 h 09 min 05 s |
| 4                  | Alexis Sévennec          | 3 h 11 min 56 s |
| 5                  | Pascal Egli              | 3 h 12 min 24 s |
| 6                  | Bartłomiej Przedwojewski | 3 h 14 min 41 s |
| 7                  | Rémi Bonnet              | 3 h 16 min 16 s |
| 8                  | Marc Lauenstein          | 3 h 21 min 27 s |
| 9                  | Sebastian Batchelor      | 3 h 21 min 39 s |
| 10                 | Jan Margarit             | 3 h 22 min 19 s |

| Rang               | Athlète              | Temps           |
| ------------------ | -------------------- | --------------- |
| Médaille d'or      | Tove Alexandersson   | 3 h 46 min 28 s |
| Médaille d'argent  | Victoria Wilkinson   | 3 h 54 min 01 s |
| Médaille de bronze | Holly Page           | 3 h 57 min 57 s |
| 4                  | Sheila Avilés        | 4 h 01 min 20 s |
| 5                  | Laura Orgué          | 4 h 03 min 56 s |
| 6                  | Fanny Borgström      | 4 h 04 min 47 s |
| 7                  | Sandra Sevillano     | 4 h 07 min 31 s |
| 8                  | Céline Lafaye        | 4 h 08 min 38 s |
| 9                  | Oihana Azkorbebeitia | 4 h 09 min 44 s |
| 10                 | Takako Takamura      | 4 h 10 min 17 s |

### Ultra SkyMarathon
Des conditions météorologiques défavorables avec du vent et des températures glaciales forcent les organisateurs à utiliser le parcours de réserve pour le Ben Nevis Ultra. Long de 47 kilomètres, ce dernier évite le passage par le sommet du Ben Nevis. Annoncé comme favori, le Britannique Jonathan Albon profite d'un passage boueux au dixième kilomètre pour prendre les devants et larguer ses adversaires. Menant la course sans être inquiété, il s'impose en 3 h 48 min 2 s avec douze minutes d'avance sur son plus proche poursuivant. Derrière lui, la seconde place se joue entre le Suédois André Jonsson et l'Espagnol Luis Alberto Hernando et tourne à l'avantage du premier pour une minute.
La Néerlandaise Ragna Debats, récemment couronnée championne du monde de trail, décide de prendre les devants et mène la course sur un rythme soutenu. Ne voyant aucune concurrente la rattraper, elle creuse une confortable avance en tête et s'impose en 4 h 36 min 20 s avec quatorze minutes d'avance sur ses poursuivantes. L'Équatorienne établie en Espagne María Mercedes Pila réalise une excellente course mais voit revenir sur elle l'Espagnole Gemma Arenas, auteure d'une excellente remontée. Les deux femmes s'échangent la deuxième place à plusieurs reprises et la médaille d'argent se joue au sprint final qui revient finalement à Gemma Arenas pour quatre secondes.
| Rang               | Athlète               | Temps           |
| ------------------ | --------------------- | --------------- |
| Médaille d'or      | Jonathan Albon        | 3 h 48 min 02 s |
| Médaille d'argent  | André Jonsson         | 4 h 00 min 35 s |
| Médaille de bronze | Luis Alberto Hernando | 4 h 01 min 21 s |
| 4                  | Manuel Anguita        | 4 h 01 min 41 s |
| 5                  | Andreu Simon          | 4 h 04 min 32 s |
| 6                  | Tomas Hudec           | 4 h 05 min 35 s |
| 7                  | Pere Aurell           | 4 h 10 min 37 s |
| 8                  | Beñat Marmissolle     | 4 h 13 min 01 s |
| 9                  | Sam McCutcheon        | 4 h 14 min 52 s |
| 10                 | Miura Yuichi          | 4 h 14 min 55 s |

| Rang               | Athlète                 | Temps           |
| ------------------ | ----------------------- | --------------- |
| Médaille d'or      | Ragna Debats            | 4 h 36 min 20 s |
| Médaille d'argent  | Gemma Arenas            | 4 h 50 min 32 s |
| Médaille de bronze | María Mercedes Pila     | 4 h 50 min 36 s |
| 4                  | Natalia Tomasiak        | 4 h 52 min 46 s |
| 5                  | Henriette Albon         | 4 h 53 min 04 s |
| 6                  | Claudia Rosegger        | 4 h 55 min 01 s |
| 7                  | Laia Cañes              | 4 h 58 min 24 s |
| 8                  | Emily Hawgood           | 5 h 05 min 08 s |
| 9                  | Elena Petrova           | 5 h 05 min 29 s |
| 10                 | Katie Kaars Sijpesteijn | 5 h 05 min 40 s |

### Kilomètre vertical
Les pluies diluviennes qui s'abattent sur la région et les températures glaciales au sommet du Na Gruagaichean (en) ne tempèrent pas les ardeurs du Suisse Rémi Bonnet qui est bien décidé à battre le favori Stian Angermund-Vik, tenant du titre et détenteur du record du parcours. Le Suisse s'élance sur un rythme soutenu et, malgré sa chute dans une mare de boue en début de parcours, force son allure pour finalement s'imposer avec un nouveau temps record de 39 min 23 s. Le Norvégien Thorbjørn Ludvigsen parvient à battre de justesse son compatriote Stian Angermund-Vik pour une seconde et décroche la médaille d'argent.
Tenante du titre, l'Espagnole Laura Orgué s'élance comme favorite sur l'épreuve du kilomètre vertical malgré les conditions météorologiques dantesques et bien qu'elle n'ait pas orienté sa saison sur cette discipline. Faisant parler son talent, elle domine l'épreuve et défend avec succès son titre en établissant un nouveau record du parcours en 51 min 39 s. La Suédoise Lina El Kott décroche la médaille d'argent en terminant une minute derrière Laura Orgué. L'Américaine Hillary Gerardi complète le podium.
| Rang               | Athlète             | Temps       |
| ------------------ | ------------------- | ----------- |
| Médaille d'or      | Rémi Bonnet         | 39 min 23 s |
| Médaille d'argent  | Thorbjørn Ludvigsen | 41 min 49 s |
| Médaille de bronze | Stian Angermund     | 41 min 50 s |
| 4                  | Alex Oberbacher     | 42 min 34 s |
| 5                  | Jan Margarit        | 42 min 58 s |
| 6                  | Daniel Osanz        | 43 min 14 s |
| 7                  | Toru Miyahara       | 44 min 02 s |
| 8                  | Vitalii Chernov     | 44 min 08 s |
| 9                  | Adrien Perret       | 44 min 24 s |
| 10                 | Sebastien Poesy     | 44 min 27 s |

| Rang               | Athlète            | Temps       |
| ------------------ | ------------------ | ----------- |
| Médaille d'or      | Laura Orgué        | 51 min 35 s |
| Médaille d'argent  | Lina El Kott       | 52 min 34 s |
| Médaille de bronze | Hillary Gerardi    | 52 min 53 s |
| 4                  | Elise Chabbey      | 53 min 59 s |
| 5                  | Gisela Carrión     | 54 min 40 s |
| 6                  | Iwona Januszyk     | 54 min 44 s |
| 7                  | Kristi Knecht      | 54 min 45 s |
| 8                  | Sanna El Kott      | 54 min 49 s |
| 9                  | Georgia Tindley    | 55 min 05 s |
| 10                 | Mirosława Witowska | 55 min 31 s |

### Combiné
| Rang               | Athlète             |
| ------------------ | ------------------- |
| Médaille d'or      | Rémi Bonnet         |
| Médaille d'argent  | Stian Angermund-Vik |
| Médaille de bronze | Jan Margarit        |

| Rang               | Athlète       |
| ------------------ | ------------- |
| Médaille d'or      | Laura Orgué   |
| Médaille d'argent  | Lina El Kott  |
| Médaille de bronze | Elise Chabbey |

### Nations
| Rang               | Pays        | Vertical | Sky | Ultra | Total |
| ------------------ | ----------- | -------- | --- | ----- | ----- |
| Médaille d'or      | Espagne     | 204      | 264 | 304   | 772   |
| Médaille d'argent  | Royaume-Uni | 196      | 278 | 260   | 734   |
| Médaille de bronze | États-Unis  | 260      | 154 | 194   | 608   |